# Malin Persson (civilingenjör)
Eva Christina Malin Persson, född 18 november 1968 i Göteborg, är en svensk civilingenjör och tidigare VD för stiftelsen Chalmers tekniska högskola.
Efter att ha gått på Sigrid Rudebecks gymnasium började hon som 17-åring sin utbildning på Chalmers tekniska högskola inom industriell ekonomi och tog examen 1990.
Persson började sin karriär inom SKF och arbetade därefter i logistikbolaget ASG. 1993-1994 var hon verksam som en av Sveriges tekniska attachéer, baserad i Bryssel, där hon publicerade rapporten ”Ekologistik”. 1995 fortsatte hon sin karriär i Volvokoncernen. Mellan 1995 och 2000 var hon verksam i dotterbolaget Volvo Logistics (Volvo Transport). Mellan 2000 och 2007 var Malin Persson  strategi- och affärsutvecklingschef i AB Volvo. Efter att ha varit VD för Volvo Technology mellan september 2007 och januari 2012 lämnade hon Volvokoncernen. 2013-2014 innehade hon rollen som VD för Stiftelsen Chalmers tekniska högskola.
Persson har bland annat varit styrelseledamot i börsnoterade svenska bolag såsom Hexpol AB, Getinge AB, PEAB och Hexatronic, och i utländska bolag som Ricardo, Konecranes och Kongsberg Automotive. Hon är verksam inom Stiftelsen för strategisk forskning och FFI-Fordonsstrategisk Forskning och Innovation samt ledamot av Kungliga Ingenjörsvetenskapsakademien, IVA.
År 2013 grundade Persson konsultföretaget Accuracy.